# Mistrzostwa Polski w piłce siatkowej kobiet (1950)
Mistrzostwa Polski w piłce siatkowej kobiet 1950 – 15. edycja rozgrywek o mistrzostwo Polski w piłce siatkowej kobiet. Rozgrywki miały formę turnieju rozgrywanego w Łodzi.

## Klasyfikacja końcowa
| Miejsce | Drużyna          |
| ------- | ---------------- |
| 1.      | Unia Chemia Łódź |
| 2.      | Spójnia Warszawa |
| 3.      | AZS Warszawa     |
| 4.      | Kolejarz Gdańsk  |